# پاتریشیا شومان
پاتریشیا شومان (انگلیسی: Patricia Schumann؛ زادهٔ ۴ ژوئن ۱۹۷۵) بازیگر اهل دانمارک است.
از فیلم‌ها یا برنامه‌های تلویزیونی که وی در آن نقش داشته‌است می‌توان به وثیقه، پل، سابمارینو، و شلی اشاره کرد.